# Jiří Milek
Jiří Milek, né le 3 juillet 1963 à Zábřeh, est un homme politique tchèque. Il est ministre de l'Agriculture entre le 13 décembre 2017 et le 27 juin 2018.